# Konkurrenceevne
Begrebet konkurrenceevne kan anvendes om et lands (sjældnere en enkelt
virksomheds) muligheder for at afsætte sine produkter i konkurrence med
andre lande (eller virksomheder).

## Definition
Selvom konkurrenceevne er et hyppigt brugt ord i den økonomiske og
politiske debat, er der ikke enighed om nogen entydig definition. Ifølge
økonomiprofessor Torben M. Andersen er der meget forvirring over, hvad
begrebet egentlig dækker. Groft sagt anvendes begrebet i to forskellige betydninger: Blandt økonomer anvendes det i ret snæver forstand for at
beskrive, hvor store omkostningerne er ved at producere en vare i et
land i forhold til omkostningerne i andre lande. Da lønningerne normalt
er den vigtigste enkeltfaktor i de samlede omkostninger, omtales
konkurrenceevne i denne forstand ofte som lønkonkurrenceevnen. OECD definerer således konkurrenceevnen som enhedslønomkostninger, det vil sige forholdet mellem løn og produktivitet. I denne
forstand kan konkurrenceevnen relativt nemt måles præcist.
Konkurrenceevne bruges imidlertid også i en mere bred og upræcis forstand, hvor alle forhold, der kan påvirke forskellige landes velstand, som eksempelvis uddannelsesforhold, infrastruktur og den finansielle sektor, inddrages.
Organisationen World Economic Forum udarbejder således en årlig kvalitativ liste over landes konkurrenceevne baseret på en lang række forskellige tilsvarende parametre.

## Lønkonkurrenceevnen
Enhedslønomkostningernes udvikling i forhold til udlandet, og dermed lønkonkurrenceevnen, afhænger af tre forhold: Væksten i lønniveauet i indlandet i forhold til udlandet, udviklingen i valutakurserne samt udviklingen i produktiviteten i indlandet i forhold til udlandet: Hvis produktiviteten stiger hurtigere i indlandet end udlandet, giver det plads til højere lønstigninger for en uændret konkurrenceevne og omvendt.

## Svag konkurrenceevne er et midlertidigt fænomen
En svag eller god konkurrenceevne i forhold til andre lande vil normalt være et konjunktur-, dvs. et midlertigt fænomen. Det skyldes, at virksomheder, der ikke kan afsætte deres varer pga. høje lønomkostninger, må afskedige medarbejdere. Den stigende ledighed vil lægge en dæmper på de lønkrav, arbejdsstyrken stiller. Det mindsker virksomhedernes omkostninger, indtil de igen er bragt på linje med produktiviteten. Dermed bliver det atter profitabelt for virksomhederne at ansætte nye medarbejdere, og arbejdsløsheden falder til et normalt niveau. I det lange løb vil løn og produktivitet dermed følges ad. En stigning i produktiviteten i et land vil dermed heller ikke varigt påvirke konkurrenceevnen.
På samme måde kan handelshindringer som told og importbegrænsninger heller ikke forventes at forbedre konkurrenceevnen permanent, idet de på sigt blot vil medføre tilsvarende stigninger i lønniveauet.

## Konkurrenceevne og bytteforhold
Et problem ved at anvende enhedslønomkostningerne som mål for konkurrenceevnen er, at de ikke skelner mellem bytteforholdsforbedringer og konkurrenceevnetab. Det skyldes, at en bytteforholdsforbedring, eksempelvis fordi den globale efterspørgsel efter indlandets produkter stiger, giver øget
indtjening til eksportvirksomheder. Det vil smitte af på lønningerne, også selvom
medarbejderne ikke producerer
flere fysiske enheder. Derved vil enhedslønomkostningerne
stige. Produktivitetskommissionen anbefaler i sin analyse af konkurrenceevnen, at man er varsom med at benytte enhedslønomkostninger i internationale sammenligninger, hvis de ikke først korrigeres for bytteforholdsforbedringer.

## Virksomheders konkurrenceevne
Der er et hav af forskellige ting der spiller ind når man snakker om konkurrencedygtighed, og her fremgår de vigtigste.

### Løn
Den største omkostning for en produktion er ofte lønnen, og det er derved også her den største faktor, når man taler om konkurrenceevne. Det gælder altså om, at man skal skaffe sig så billig en arbejdskraft som muligt, hvilket er årsagen til, at mange vestlige virksomheder flytter til 3. verdenslande, hvor timelønnen er op til 10 gange lavere. Heldigvis(for os) så er lønniveauet generelt set sammenhængende med arbejdsstyrkens kvalifikationer, og derved menes, at de fattige ufaglærte bønder i Afrika til 10 kr i timen ikke ved, hvordan man laver fladskærme, medicinalvarer og andre højteknologiske produkter, så hvis en virksomhed ønsker at opstarte en produktion af disse, er det at starte produktion i Afrika nok ikke den smarteste ide.

### Stordriftsfordele
Det er egentlig logisk nok, at større virksomheder, har større kapital end de mindre virksomheder har. De har flere ressourcer til teknologi, design og produkt udvikling.Dette giver dem også en stor fordel, når man snakker virksomhedens konkurrenceevne. De har væsentlig større muligheder, for at komme ud til den målgruppe de gerne vil henvende sig til, og de har væsentlig større mulighed for at sprede deres produkter udover et større areal.

### Forrentningsgrad
I sidste ende er det afgørende for en virksomhed, at den kan give sine kapitalejere (f.eks. aktionærer) en forrentning af den indskudte kapital (forrentningsgrad), der er højere end den forrentning, de kunne opnå ved at investere pengene i andre værdier (fast ejendom, guld, fremmed valuta osv.). Virksomhederne konkurrerer nemlig på verdensmarkedet om det gode, der findes i form af investeringsvillig kapital. Dette kan opnås ved at opstille regnskabsprincipper, der lader overskuddet komme til syne netop dér, hvor beskatningen er lavest. Det kan også ske ved, at man foretager outsourcing af virksomhedens mindst lønsomme dele, eller ved at man anvender dele af overskuddet til spekulation i risikable, men højt forrentede aktiviteter.